# مسا گیتونیا
شهر مسا گیتونیا (به روسی: Μέσα Γειτονιά) در ناحیه لیماسول در کشور قبرس واقع شده‌است. جمعیت این شهر ۱۳٫۷۸۷ نفر است.